# Lycaste viridescens
Lycaste viridescens är en orkidéart som först beskrevs av Henry Francis Oakeley, och fick sitt nu gällande namn av Henry Francis Oakeley. Lycaste viridescens ingår i släktet Lycaste och familjen orkidéer.
Artens utbredningsområde är Peru. Inga underarter finns listade i Catalogue of Life.